# إدا أدلر
إدا أدلر (بالإسبانية: Edda Adler) هي أحيائية وكيميائية أرجنتينية، (ولدت في Los Toldos ‏ في الأرجنتين 1937 – 2019 م).